# Reconnaissances aériennes américaines de l'Union soviétique

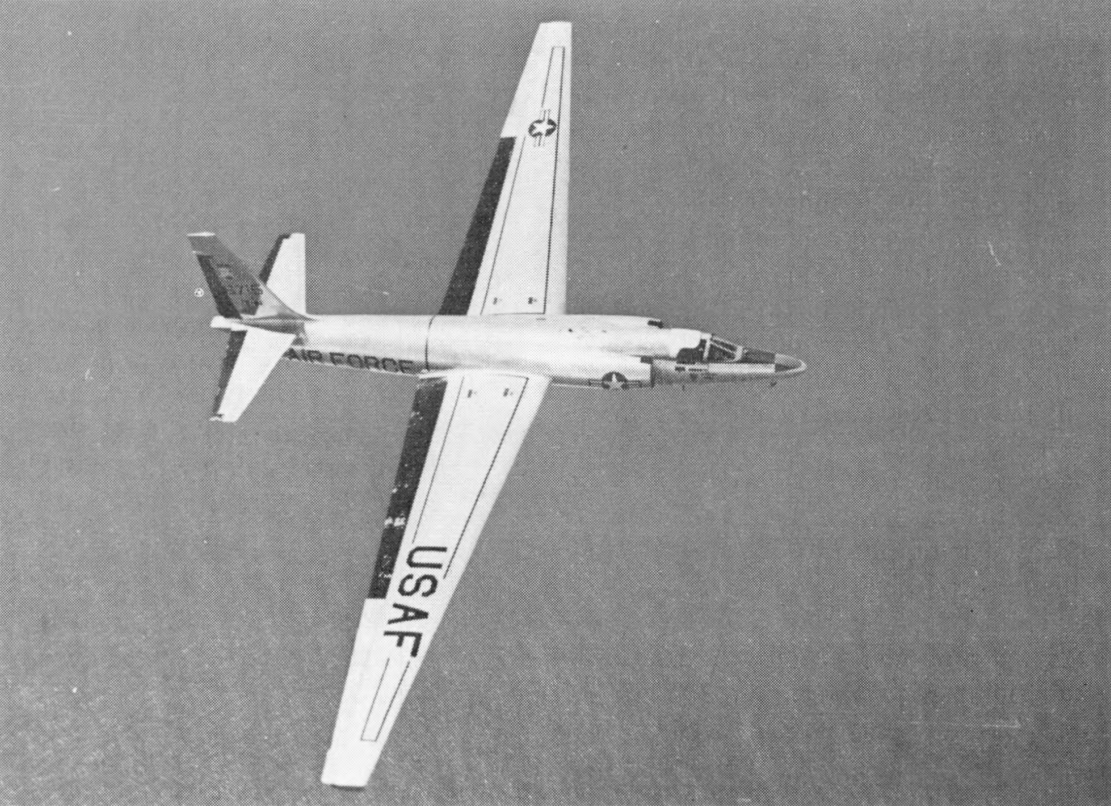
Un avion espion U-2 en vol au-dessus de l'océan, à la fin des années 1950.

Après la fin de la Seconde Guerre mondiale, les forces armées des États-Unis menèrent plusieurs missions visant à prendre connaissance des moyens militaires dont disposait l'URSS en effectuant de nombreux vols de reconnaissance à l'aide d'avions spécialement préparés à cet effet.

## Contexte
À partir de 1946, les forces aériennes américaines menèrent des vols de reconnaissance le long des frontières de l'Union soviétique et d'autres pays du Bloc de l'est afin de déterminer la taille, la composition et la disposition des forces soviétiques.
La nécessité de survols en temps de paix fut renforcée après l'escalade de la guerre froide, à la fin des années 1940 et, en particulier, après la guerre de Corée, qui commença en 1950. Le président américain Harry S. Truman autorisa certains survols de l'Union soviétique afin de déterminer le statut de ses forces aériennes. On craignait que les Soviétiques puissent lancer une attaque aérienne surprise sur les États-Unis avec des bombardiers à long rayon d'action.

## Premiers vols

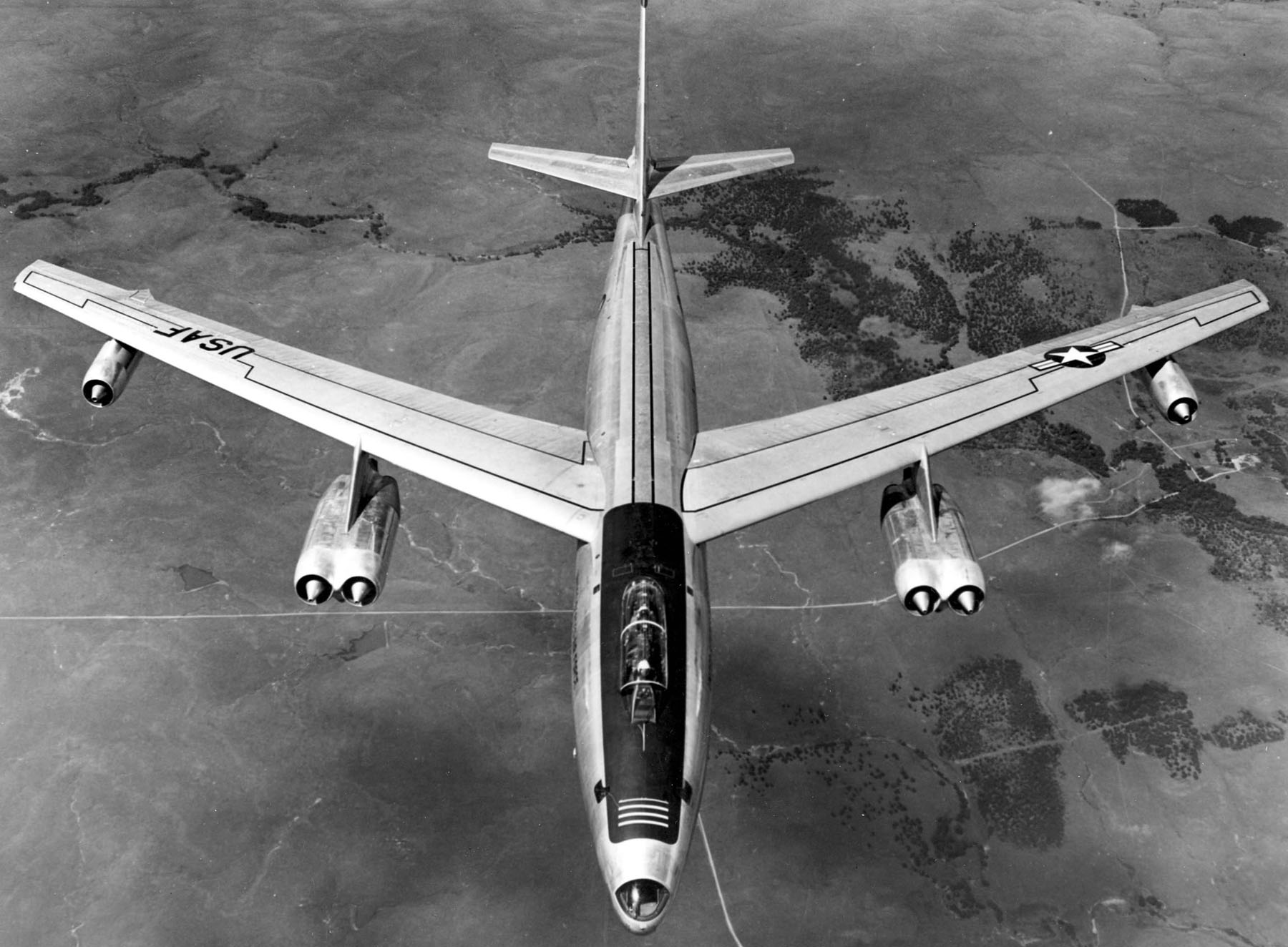
Un RB-47E en vol.

En 1952, un bombardier américain B-47B modifié effectua une première pénétration profonde du territoire soviétique pour photographier les bombardiers soviétiques en Sibérie (des survols limités aux côtes étaient menés par des avions de l'US Air Force et l'US Navy depuis quelques mois déjà. Cette mission permit d'établir que les Soviétiques ne massaient pas de bombardiers en Sibérie orientale.
Les survols de l'Union soviétique avec le nouveau RB-47E continuèrent toute l'année 1954, souvent à grands risques, car ils étaient systématiquement interceptés par les MiG soviétiques. Il devint évident qu'un nouvel avion, qui pourrait opérer à des altitudes bien au-dessus des défenses aériennes soviétiques, était nécessaire.

## Missions des U-2

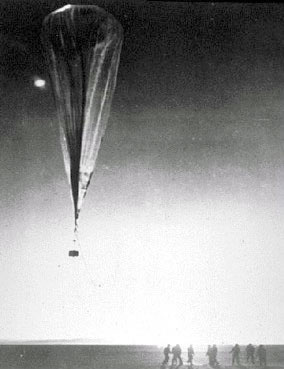
Lancement de ballons durant le projet Genetrix.

En novembre 1954, le président Dwight D. Eisenhower approuva un programme secret, sous la direction de la CIA, visant à construire et piloter un avion spécialement destiné à la reconnaissance à haute altitude. Ce fut le projet Aquatone. Lockheed fut choisi pour construire l'avion de reconnaissance et, en août 1955, le premier Lockheed U-2 fit ses premiers essais en vol.
Les missions de reconnaissance stratégique continuèrent pendant les essais de l'U-2. Au début de l'année 1956, le projet Genetrix consistait à utiliser des ballons de haute altitude de photo-reconnaissance. Il visait à recueillir des renseignements photographiques lors de la dérive des ballons au-dessus de l'Union soviétique.
Au cours du projet Homerun (entre mars et mai 1956), des avions de reconnaissance RB-47E effectuèrent des vols quasi quotidiens via le pôle Nord, pour photographier et recueillir des renseignements électroniques sur toute la partie nord de l'Union soviétique.
Le 4 juillet 1956 eut lieu le premier vol de l'U-2 au-dessus de l'Union soviétique. Le dirigeant soviétique Nikita Khrouchtchev protesta avec véhémence contre ce survol. Il craignait que si les Américains « comprenn[ai]ent qu[e l'URSS était] sans défense contre une attaque aérienne, cela pousserait les Américains à commencer la guerre plus tôt ». Cela incita l'Union soviétique à développer de nouveaux systèmes de défense aérienne.
Les survols de reconnaissance stratégique en temps de paix faisaient partie de la routine de la politique américaine. Le projet Oxcart améliora les capacités aériennes de reconnaissance par survol, avec le développement du Lockheed SR-71 Blackbird, capable d'atteindre des altitudes et des vitesses importantes (Mach 3).

## Renoncement

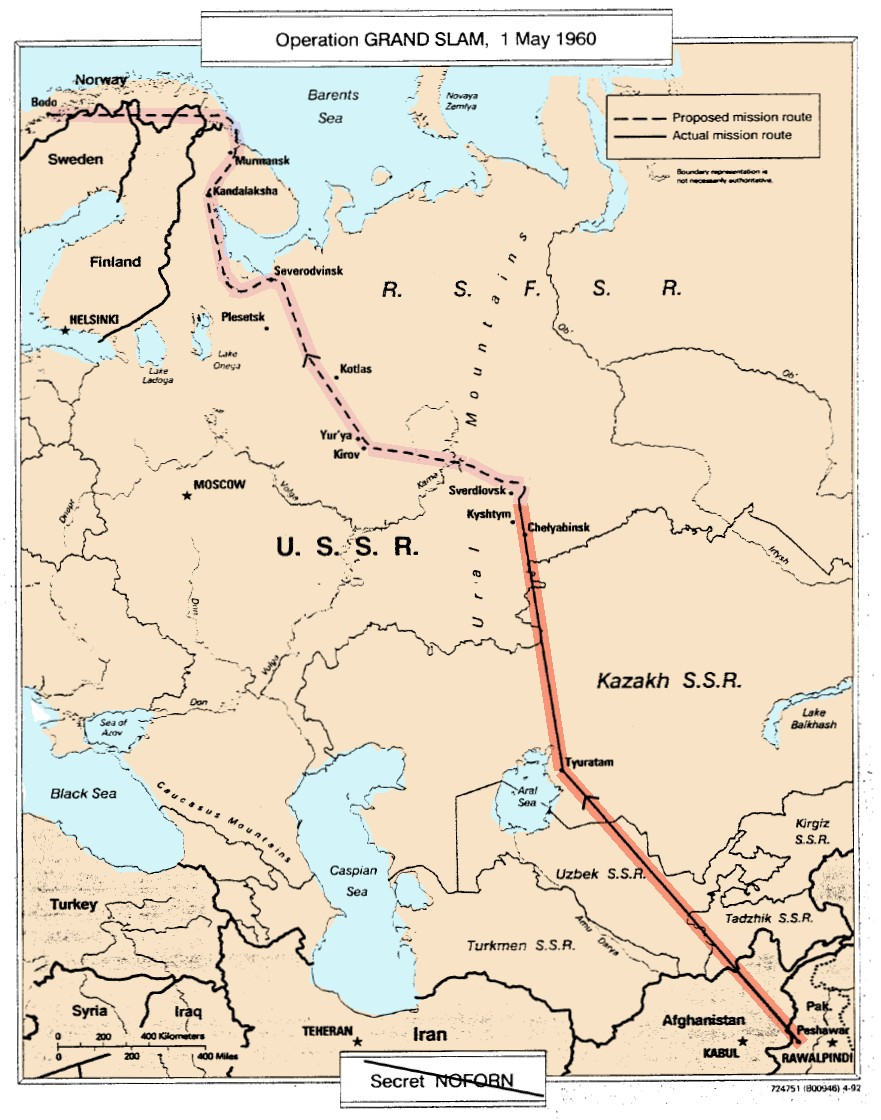
Plan de vol prévu pour l'opération Grand Slam, la mission de l'U-2 abattu le 1 mai 1960, tiré de la publication The Central Intelligence Agency and Overhead Reconnaissance; The U-2 And Oxcart Programs, 1954–1974, déclassifié le 25 juin 2013.

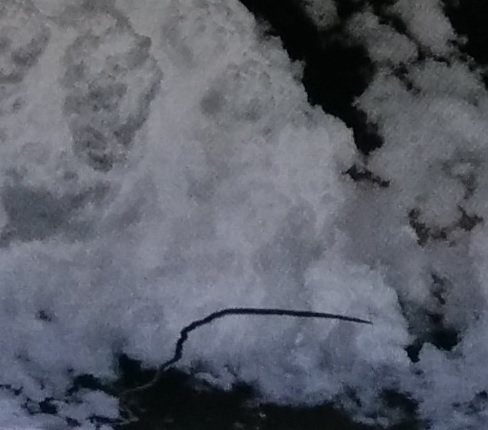
Un missile S-75 Dvina de l'armée populaire de libération chinoise s'approchant d'un U-2 taïwanais, en 1966. Cet avion a réussi à éviter trois missiles avant de rentrer à sa base.

À la suite de l'incident de l'U-2 le 1er mai 1960, Eisenhower ordonna la fin des vols de reconnaissance américains au-dessus de l'URSS. Cette politique fut confirmée par le président Kennedy, qui, en 25 janvier 1961, lors d'une conférence de presse, affirma « J'ai ordonné que les vols ne seront pas repris, ce qui est une continuation de l'ordre donné par le président Eisenhower en mai de l'année dernière ». En 1964, la CIA, dirigée par John A. McCone, souligna à l'administration Johnson que les ordres n'étaient pas un gage d'absence de nouveaux vols, mais simplement une directive indiquant que les vols ne reprendraient pas, et que celle-ci pouvait changer. Comme la situation stratégique n'exigeait pas de reconnaissance photographique, Johnson décida de poursuivre cette politique. Cette décision fut encore renforcé par l'augmentation de la reconnaissance par satellite.
En dépit de la fin officielle des efforts de reconnaissance, le Projet Dark Gene, un programme conjoint de la CIA et de l'Iran d'intrusion dans l'espace aérien soviétique pour évaluer les systèmes de défense aérienne soviétiques, continua jusqu'en 1979. Les États-Unis restèrent également impliqués dans la reconnaissance au-dessus de la Chine continentale jusqu'en 1972 grâce à l'aide de survols de U-2 du Black Cat Squadron de la Force aérienne de la république de Chine à partir de Taiwan.

## Héritage
Plus de 40 avions américains furent abattus par les forces soviétiques et environ 200 militaires américains furent tués. Leurs familles reçurent de fausses informations de la part de l'armée américaine sur les circonstances de leur mort.